# Babes in Toyland (banda)
Babes in Toyland fue una banda estadounidense de punk rock formada en Minneapolis, Minnesota en 1987 por Kat Bjelland (voz y guitarra), Lori Barbero (batería) y Michelle Leon (bajo), quien más tarde fue sustituida por Maureen Herman en 1992. Courtney Love tuvo un período muy breve en la banda en 1987 como bajista antes de ser expulsada, formando Hole en 1989.
Entre 1989 y 1995, Babes in Toyland lanzó tres álbumes de estudio; Spanking Machine (1990), el comercialmente exitoso Fontanelle (1992) y Nemesisters (1995), antes de permanecer inactivo en 1997 y disolverse eventualmente en 2001. Aunque que la banda fue fuente de inspiración para algunos intérpretes en el movimiento riot grrrl en la región Pacífico-Noroeste, nunca se asoció a sí misma con el movimiento.

## Historia

### 1987-1991: Formación y primeros años
Babes in Toyland se formó en 1987, después de que la líder Kat Bjelland conoció a la baterista Lori Barbero en la barbacoa de un amigo. Originalmente de Woodburn, Oregón y una ex residente de San Francisco, Bjelland se mudó a Minneapolis para formar una banda. En los meses siguientes, Bjelland convenció a que Barbero toque la batería y formó a Babes in Toyland en el invierno de 1987. En su formación inicial en 1987, además de Bjelland y Barbero, la banda incluyó a Chris Holetz en el bajo y la cantante Cindy Russell. Después de que Holetz y Russell se fueran, la banda reclutó brevemente a la amiga de Bjelland - y excompañera de banda de la banda Pagan Babies - Courtney Love en el bajo. Love, que más tarde pasó a formar la banda exitosa Hole, sólo duró unas semanas antes de ser echada por Bjelland. Bjelland, en una entrevista, declaró: «Courtney practicó con Babes in Toyland solamente una vez, y fue horrible. Después de eso, fue como «Adiós, Courtney»»
Después de la salida de Love, Michelle Leon fue reclutada como bajista. Se ha observado en varias canciones del álbum debut de Babes in Toyland que compartieron letras y versos con varias canciones de Hole, particularmente en los primeros sencillos, incluyendo b-sides de «Retard Girl» y «Dicknail». Se cree que Courtney Love y Bjelland habían colaborado en canciones en sus bandas anteriores, y que durante el breve tiempo de Love en Babes in Toyland resultó el intercambio de las letras.
La banda alcanzó su fama inicial a través de la imagen de «muñeca» de Bjelland —a veces se denominada el estilo kinderwhore— que contrasta dramáticamente con la potencia de su voz y sus letras agresivas. Después de una serie de shows en vivo en 1988, la banda lanzó su primer sencillo, «Dust Cake Boy», a través del club de sencillos de Sub Pop en 1989. Como el sencillo alcanzó significativo éxito underground, Babes in Toyland entró en el estudio en 1989 para grabar su álbum debut. Originalmente titulado Swamp Pussy, Spanking Machine fue grabado con el productor grunge Jack Endino en Reciprocal Recording de Seattle y fue lanzado en abril de 1990 por Minneapolis Twin/Tone Records.
Otros grupos interesados en la escena de la música underground —más notablemente Sonic Youth— eran fanes del álbum, tanto así que Thurston Moore de Sonic Youth invitó a la banda a tocar en su gira europea de 1990 para promover su último álbum, Goo. La banda también tocó junto a Sonic Youth en el Reading Festival de 1991, el cual fue grabado por Dave Markey para el documental 1991: The Year Punk Broke.
El DJ británico, John Peel, también era un fanático del álbum y lo citó como su «álbum favorito de 1990». Durante la gira de la banda con Sonic Youth en 1990, Babes in Toyland grabó una sesión de radio para él, una de las muchas sesiones Peel. La banda también hizo una segunda sesión en 1991, y fueron lanzadas como The Peel Sessions —segundo EP de la banda— en 1992. El primer EP de la banda, To Mother, estaba compuesto por descartes de Spanking Machine y fue lanzado en 1991, recibiendo elogios de la crítica y entrando en las listas independientes. El EP permaneció allí por trece semanas, diez de las cuales se mantuvo en el número uno.

### 1992-1995:Fontanelle,Nemesistersy éxito comercial
La bajista Michelle Leon abandonó el grupo en diciembre de 1991, poco antes de la grabación de su segundo álbum, debido a la muerte de su novio, Joe Cole. Maureen Herman fue reclutada como su reemplazo. Con esta nueva formación, Fontanelle fue grabada en Cannon Falls, Minnesota y lanzado en 1992, vendiendo alrededor de 200 000 copias en los Estados Unidos solamente. La canción principal del álbum, «Bruise Violet», se dice que es un ataque a Courtney Love. Sin embargo, en una entrevista más reciente de Bjelland, lo ha negado, diciendo en cambio que «Violet» era el nombre de una musa que tenían tanto ella como Love. El video de la canción fue mostrado en Beavis and Butt-Head, donde la banda fue descrita como «chicas que son cool». El video se rodó en el loft SoHo de la fotógrafa Cindy Sherman, quien también aparece en el vídeo como la doble de Bjelland. Fotos de Sherman aparecen en las portadas de Fontanelle y Painkillers y la imagen fue recreada en banners de escenarios con el permiso de la artista.
En 1993, la banda fue elegida para participar en el Lollapalooza de ese año, tocando junto a bandas como Primus, Alice in Chains, Dinosaur Jr. y Rage Against the Machine. Durante las fechas, la banda lanzó su tercer y último EP, Painkillers, en junio de 1993, que era una regrabación de una de sus canciones más conocidas «He's My Thing», así como descartes de Fontanelle.
La banda fue el tema del libro de 1994, Babes in Toyland: The Making and Selling of a Rock and Roll Band por Neal Karlen, que trató sobre su firma con Warner y la grabación de Fontanelle. Bjelland describió el libro como «caricaturas de nosotros de dibujos animados» mientras que Herman dijo que Karlen sería «una gran escritora de ficción». La banda también apareció en el documental de 1995, Not Bad For a Girl.
El 8 de abril de 1994, Babes in Toyland tocó un show a beneficio de Rock Against Domestic Violence con 7 Year Bitch y Jack Off Jill en Miami en el Cameo Theater, el mismo día que el líder-vocalista de la banda de rock estadounidense de grunge Nirvana, Kurt Cobain, fuera hallado muerto en su casa de Seattle. Aproximadamente al mismo tiempo, la banda se presentó en la portada de Entertainment Weekly y fueron referenciadas en un episodio del sitcom Roseanne, así como en un episodio de Absolutely Fabulous.
En mayo de 1995, la banda lanzó su último álbum, Nemesisters. Aunque recibió críticas mixtas, la banda describió al álbum como «diverso», «experimental» y «espontáneo», y que el proceso de escritura y de grabación fue «muy diferente» debido a que estaban trabajando bajo presión. Giras para el álbum tuvieron lugar en toda Europa, Estados Unidos y Australia.

### 1996-2001: Partida de Herman, Katastrophe Wife y disolución
La banda perdió su contrato con su sello discográfico cuando Herman dejó la banda en 1996. Dana Cochrane, anteriormente de la banda de Mickey Finn, se unió como miembro de gira de 1996 y 1997. La bajista original Michelle Leon volvió a la banda durante un corto período en 1997. En 1998, la banda fue acreditada con la canción «Overtura: Astroantiquity/Attacatastrophy» del CD Songs of the Witchblade: A Soundtrack to the Comic Book, coproducido por Bjelland. Ella y Barbero tocaron con una nueva bajista, Jessie Farmer, en el año 2000.
Sin embargo, un año antes, Bjelland había formado una nueva banda, Katastrophe Wife, que parecían reemplazar a Babes in Toyland como su principal proyecto musical. Babes in Toyland realizó un reencuentro titulado como «La última gira» el 21 de noviembre de 2001 —que fue lanzado como un álbum en vivo llamado Minneapolism— y esto no sólo fue su último show, sino también su última actividad oficial. Bjelland tocó una serie de presentaciones en Europa en 2002 bajo el nombre Babes in Toyland con una nueva baterista y bajista de la banda británica Angelica, sin embargo, Bjelland dejó de usar el nombre después de Barbero y Herman presentaron acciones legales.

## Miembros
- Kat Bjelland – voz principal, guitarra (1987–2001)
- Lori Barbero – batería, vocales (1987–2001)
- Jessie Farmer - bajo (1997–2001)

- Michelle Leon - bajo (1987–1991, 1997)
- Maureen Herman – bajo (1991–1996)
- Cindy Russell - vocales[3] (1987)
- Chris Holetz - bajo[3] (1987)
- Courtney Love - bajo (1987)

## Discografía

### Álbumes de estudio
| Año  | Título           | Sello             | Ventas en EU |
| ---- | ---------------- | ----------------- | ------------ |
| 1990 | Spanking Machine | Twin Tone Records | 70,000       |
| 1992 | Fontanelle       | Reprise Records   | 220,000      |
| 1995 | Nemesisters      | Reprise Records   | 150,000      |

### EP
| Año  | Título      | Sello            | Ventas en EU |
| ---- | ----------- | ---------------- | ------------ |
| 1991 | To Mother   | Southern Records | 50,000       |
| 1993 | Painkillers | Southern Records | 60,000       |

### Álbumes recopilatorios
| Año  | Título                                        | Tipo                   |
| ---- | --------------------------------------------- | ---------------------- |
| 1992 | The Peel Sessions                             | Strange Fruit Records  |
| 1994 | Dystopia                                      | Insipid Records        |
| 2000 | Lived                                         | Almafame               |
| 2000 | Devil                                         | Almafame               |
| 2000 | Viled                                         | Almafame               |
| 2000 | Natural Babe Killers                          | Recall Records         |
| 2001 | Collectors Item                               | Digimode Entertainment |
| 2001 | The Further Adventures of Babes in Toyland    | Fuel 2000 Records      |
| 2004 | The Best of Babes in Toyland and Kat Bjelland | Warner Music Records   |

### Sencillos
| Año  | Título                | Álbum            | Sello             |
| ---- | --------------------- | ---------------- | ----------------- |
| 1989 | «Dust Cake Boy»       | Spanking Machine | Treehouse Records |
| 1990 | «House»               | Sin álbum        | Sub Pop           |
| 1991 | «Handsome and Gretel» | Fontanelle       | Insipid Records   |
| 1992 | «Bruise Violet»       | Fontanelle       | Southern Records  |
| 1993 | «Catatonic»           | To Mother        | Insipid Records   |
| 1995 | «Sweet '69»           | Nemesisters      | Reprise Records   |
| 1995 | «We Are Family»       | Nemesisters      | Reprise Records   |

### Posicionamiento en las listas
| Año  | Sencillo        | Lista                     | Posición |
| ---- | --------------- | ------------------------- | -------- |
| 1991 | To Mother       | UK Indie Chart            | 1        |
| 1992 | Fontanelle      | UK Albums Chart           | 24       |
| 1993 | Painkillers     | UK Albums Chart           | 53       |
| 1995 | «Sweet '69»     | Modern Rock Tracks        | 37       |
| 1995 | «We Are Family» | Hot Dance Music/Club Play | 22       |

### Otras contribuciones
| Año  | Título                                      | Álbum                                             | Sello                               |
| ---- | ------------------------------------------- | ------------------------------------------------- | ----------------------------------- |
| 1989 | «Watching Girl»                             | Every Band Has a Shonen Knife Who Loves Them      | Giant Records                       |
| 1991 | "Handsome & Gretel"                         | Indie Top 20 Volume 13                            | Beechwood Music                     |
| 1991 | «Ripe»                                      | New Season - The Peel Sessions                    | Strange Fruit                       |
| 1991 | «Flesh Crawl»                               | Teriyaki Asthma Vols. I-V                         | C/Z Records                         |
| 1991 | «House»                                     | The Grunge Years                                  | Sub Pop Records                     |
| 1992 | «Handsome & Gretel»                         | Best of Independent                               | Beechwood Music                     |
| 1992 | «Sometimes»                                 | Volume 4                                          | Volmume                             |
| 1993 | «Dirty»                                     | Milk for Pussy                                    | Mad Queen Records                   |
| 1993 | «Dust Cake Boy»                             | Sonic Youth in 1991: The Year Punk Broke (VHS)    | Geffen Home Video                   |
| 1994 | «Calling Occupants of Interplanetary Craft» | If I Were a Carpenter                             | A&M Records                         |
| 1994 | «Say What You Want»                         | S.F.W.                                            | A&M Records                         |
| 1995 | «Sweet '69»                                 | Alternative Final Mix 11                          | Warner Music                        |
| 1995 | «More, More, More»                          | Spirit Of '73: Rock For Choice                    | 550 Music                           |
| 1995 | «Sweet '69»                                 | Triple J: This Is Twelve - Too Louder Compilation | Australian Broadcasting Corporation |
| 1996 | «Handsome & Gretel» (En vivo)               | Volume Fourteen - Reading '95 Special             | Volume                              |
| 1998 | «Overtura: Astroantiquity»                  | Songs Of The Witchblade                           | DreamWorks                          |